# Distretto di Farchor
Il distretto di Farchor si trova nella regione di Chatlon in Tagikistan. Ha come capoluogo Farchor e nel 2005 ospitava una popolazione di circa 27.000 abitanti.

## Suddivisioni amministrative
Il distretto, al cui estensione è circa 1200 km², è diviso in 9 çamoati:
| Çamoat                              | Populazione (2015) |
| ----------------------------------- | ------------------ |
| Farchor (Città)                     | 22,900             |
| Darqad                              | 14 503             |
| Dehqonariq                          | 12 327             |
| Farchor                             | 12 057             |
| Galaba                              | 9 278              |
| Ghayrat                             | 16 143             |
| Gulshan                             | 12 418             |
| 20-Solagii Istiqloliyati Tojikiston | 14 736             |
| Vatan                               | 23 123             |
| Zafar                               | 13 885             |